# Langoiran
Langoiran é uma comuna francesa na região administrativa da Nova Aquitânia, no departamento da Gironda. Estende-se por uma área de 10,12 km². Em 2010 a comuna tinha 2 171 habitantes (densidade: 214,5 hab./km²).